# Bourscheid-Moulin
Bourscheid-Moulin (en luxembourgeois : Buerschter Millen et en allemand : Burscheidermühle) est un lieu-dit de la commune luxembourgeoise de Bourscheid.
On y trouve un hôtel-restaurant (Hôtel du Moulin) et un camping (Camping du Moulin).

## Géographie
Bourscheid-Moulin se situe au pied du château de Bourscheid et du village du même nom, là où la Sûre forme une épingle.